# Torsten Kracht
Torsten Kracht (Grimma, 4 ottobre 1967) è un ex calciatore tedesco orientale dal 1990 tedesco, di ruolo difensore.

## Palmarès

### Club

#### Competizioni nazionali
- Coppa della Germania Est: 2

VfB Lipsia: 1985-1986, 1986-1987
- Campionato tedesco di seconda divisione: 1

Bochum: 1995-1996

## Statistiche

### Cronologia presenze e reti in nazionale
| Cronologia completa delle presenze e delle reti in nazionale ― Germania Est | Cronologia completa delle presenze e delle reti in nazionale ― Germania Est | Cronologia completa delle presenze e delle reti in nazionale ― Germania Est | Cronologia completa delle presenze e delle reti in nazionale ― Germania Est | Cronologia completa delle presenze e delle reti in nazionale ― Germania Est | Cronologia completa delle presenze e delle reti in nazionale ― Germania Est | Cronologia completa delle presenze e delle reti in nazionale ― Germania Est | Cronologia completa delle presenze e delle reti in nazionale ― Germania Est |
| Data                                                                        | Città                                                                       | In casa                                                                     | Risultato                                                                   | Ospiti                                                                      | Competizione                                                                | Reti                                                                        | Note                                                                        |
| --------------------------------------------------------------------------- | --------------------------------------------------------------------------- | --------------------------------------------------------------------------- | --------------------------------------------------------------------------- | --------------------------------------------------------------------------- | --------------------------------------------------------------------------- | --------------------------------------------------------------------------- | --------------------------------------------------------------------------- |
| 13/04/1988                                                                  | Burgas                                                                      | Bulgaria                                                                    | 1 – 1                                                                       | Germania Est                                                                | Amichevole                                                                  | -                                                                           | 81’                                                                         |
| 12/09/1990                                                                  | Bruxelles                                                                   | Belgio                                                                      | 0 – 2                                                                       | Germania Est                                                                | Amichevole                                                                  | -                                                                           | 85’                                                                         |
| Totale                                                                      |                                                                             | Presenze                                                                    | 2                                                                           |                                                                             | Reti                                                                        | 0                                                                           |                                                                             |